# فوت مربع
فوت مربع (ft² یا sq ft) یکایی است سنتی و غیر اس‌آی در دستگاه امپراطوری و آمریکایی برای مساحت.
هر فوت مربع برابر است با ۱۴۴ اینچ مربع و دقیقاً ۹۲۹٫۰۳۰۴ سانتی‌متر مربع (۰٫۰۹۲۹۰۳۰۴ متر مربع).